# Дуплятское сельское поселение
Дупля́тское се́льское посе́ление — муниципальное образование в составе Новониколаевского района Волгоградской области.
Административный центр — хутор Дуплятский.

## История
Дуплятское сельское поселение образовано 22 декабря 2004 года в соответствии с Законом Волгоградской области № 975-ОД.

## Население
| 2010 | 2012  | 2013  | 2014 | 2015 | 2016 | 2017 |
| ---- | ----- | ----- | ---- | ---- | ---- | ---- |
| 1070 | ↘1041 | ↘1010 | ↘994 | ↘947 | ↘946 | ↘926 |
| 2018 | 2019  | 2020  | 2021 |      |      |      |
| ↘920 | ↘888  | ↘876  | ↗882 |      |      |      |

## Состав сельского поселения
| № | Населённый пункт | Тип населённого пункта        | Население |
| - | ---------------- | ----------------------------- | --------- |
| 1 | Дуплятский       | хутор, административный центр | 922       |
| 2 | Пруцковский      | хутор                         | 148       |